# Alfredo Stussi
Alfredo Stussi (Venezia, 2 giugno 1939) è un filologo italiano.

## Biografia
Filologo e storico della lingua italiana - dapprima presso l'Università di Pisa e poi presso la Scuola normale superiore di Pisa - si è occupato dello studio degli antichi volgari (in particolare dei testi pratici veneziani). È stato condirettore della rivista Lingua e stile e attualmente dirige, con Pier Vincenzo Mengaldo, una collana di classici italiani presso Guanda. Inoltre ha scritto alcuni manuali di filologia italiana, spesso adottati nei corsi universitari.
È Accademico dei Lincei, della Crusca, dell'Arcadia, nonché membro dell'Istituto Veneto di Scienze, Lettere ed Arti e di varie altre accademie italiane.
Nel 2000, l'Accademia dei Lincei gli ha conferito il Premio Internazionale Feltrinelli per la Filologia e la Linguistica.

## Opere principali

### Studi
- Testi veneziani del Duecento e dei primi del Trecento (a cura di), Pisa, Nistri-Lischi, 1965
- Letteratura italiana e culture regionali, Bologna, Zanichelli, 1979
- Lingua, dialetto e letteratura, Torino, Einaudi, 1993
- Tra filologia e storia: studi e testimonianze, Firenze, L. S. Olschki, 1999
- Filologia e linguistica dell'Italia unita, Roma, Accademia Nazionale dei Lincei, 2001
- Tracce, Roma, Bulzoni, 2001

### Manuali
- Studi e documenti di storia della lingua e dei dialetti italiani, Bologna, Il mulino, 1982
- Avviamento agli studi di filologia italiana, Bologna, il mulino, 1983
- La critica del testo, Bologna, Il mulino, 1988
- Introduzione agli studi di filologia italiana, Bologna, Il mulino, 1994
- Fondamenti di critica testuale (a cura di), Bologna, Il mulino, 1998
- Breve avviamento alla filologia italiana, Bologna, Il mulino, 2009